# Gamleborg
Gamleborg var en befæstning på Bornholm fra omkring 750. Den var sæde for øens konge i vikingetiden (ca. 750-1050) og den tidlige middelalder. Den store fæstning er 264 m lang fra nord til syd og 110 meter bred fra øst til vest, men porte i nord og sydvest. Omkring år 1100 skete der store forandringer på borgen, og den blev forstærket, men kort efter blev den forladt til fordel for Lilleborg, der ligger omkring 700 meter mod nordøst.

## Historie
Gamleborg er Bornholms ældste fæstningsværk. Det er uvist, hvem der har opført den, men Wulfstan af Hedeby fortæller i 890 i sin rejseskildring fra Østersøen, at Bornholm allerede havde sin egen konge på det tidspunkt. Fæstningen blev brugt under Harald Blåtand (940-986) og Knud den Hellige (1080-1086). Gamleborg blev brugt som tilflugtssted i 900-tallet under vikingetogter. Gamleborg blev forladt i 1150, og man flyttede til Lilleborg, der ligger kun 700 meter mod nordvest. Det vides ikke, hvorfor man flyttede, men intet tyder på, at skyldtes krig. En udgravning i 1950'erne har vist, at befæstningen stammer fra vikingetiden, selv om der er tegn på, at området blev brugt som tilflugtssted allerede i jernalderen. Ruinerne er hovedsagelig resultatet af en genopbygning, der blev færdig omkring 1100.

## Arkitektur
Borgen er på omkring 27.000 m². Dele af murene, der er bygget af klippe og store sten, er stadig i god stand, og borgens udstrækning er forbløffende tydelig, alderen taget i betragtning. Borgen har haft voldgrav og ydermur, og murene mod nord og syd har været omkring 6 meter høje.

## Området
Fæstningen er opført i Almindingen på en bakke næsten midt på øen. Det er flere hundrede meter fra hovedvejen mellem Rønne og Svaneke. Området er særligt mod syd beskyttet af klipper, der er op til 20 meter høje. Et vandhul på den nordvestlige side var borgens primære vandforsyning. Ruinerne ligger på en bakketop.
Forsvarsværkerne bestod af store voldanlæg af store kampesten, jord og ler. Oprindeligt var der porte mod nord og syd med yderligere beskyttelse af voldgrave og ydre borgmure. Der var flere andre bygninger på området til borgens beboere og opmagasinering. To volde af sten kan stadig ses ved den vestlige indgang. Uden for den gamle vestvold var området styrket med en stenmur, der var omkring 275 lang, 2 meter bred og 6 meter høj. Den nordlige port var ganske bred, og der var givetvis et porttårn i det nordvestlige hjørne af volden. Den gamle sydport blev muret til og erstattet med en større indgang i den sydvestlige hjørne.
Gamleborg ligger i Natura 2000 område nr. 186 Almindingen, Ølene og Paradisbakkerne.